# T.S.C. Sint Olof
Het Tilburgsch Studenten Corps Sint Olof (kortweg: Olof) is een studentenvereniging in Tilburg. 

## Karakteristieken
Olof is opgericht in 1927 en had anno 2021 ongeveer 750 leden. Hoewel de naam anders kan doen vermoeden is Olof géén corporale vereniging, en daarom niet zoals de corpora aangesloten bij de Algemene Senaten Vergadering.

## Geschiedenis

### Oprichting
Op zaterdag 8 oktober 1927 werd de Katholieke Handels Hoogeschool opgericht. Op dezelfde dag werd door enkele studenten voorgenomen om een studentenvereniging  op te richten, hetgeen geschiedde. Onder leiding van de Delftse student Jules Froger werd in Café Marinus (het huidige Stadscafé Meesters) de basis gelegd van het Tilburgse studentencorps. Enkele dagen later werd de eerste Senaat gevormd.
Professor Goossens bedacht om de heilige koning Olaf II van Noorwegen als beschermheilige te kiezen en de naam van de vereniging veranderde al snel in het Tilburgsch Studenten Corps Sint Olof. De zeilboot, teken van de handel, werd als symbolische verwijzing als insigne gekozen. De zinspreuk werd door professor Weve bedacht: Per Justitiam ad Pacem (Naar Vrede door Gerechtigheid). Het Vaandel werd door dochters van de textielbaronnen in Tilburg gemaakt en in 1928 aangeboden. Dit vaandel hangt nog altijd in de Senaatskamer.
Het eerste dispuut werd in 1929 opgericht en leidde tot een sterke structuur van disputen. Olof groeide hard in die tijd omdat iedereen die studeerde aan de Katholieke Handels Hoogeschool ook automatisch lid werd van St. Olof. Er werden grote vorderingen gemaakt zoals het oprichten van een sociale studieclub 'De Tribune', jazzband 'The Mexican Dog', sportvereniging Pendragon en het eerste dispuut 'Black and White'.
Olof is altijd een gemengde vereniging geweest, maar had echter in 1937 slechts vier vrouwelijke leden. De vrouwen hadden beperkte toegang tot de sociëteit en activiteiten. Derhalve manifesteerden zij zich in de meisjesclub A.T.O.O.M. (Allen Tezamen Onder Olof's Mantel) in 1940. Hoewel er steeds meer vrouwen gingen studeren, en dus automatisch lid werden, werd in 1965 pas het eerste erkende Damesdispuut opgericht.

### De Tweede Wereldoorlog
In de oorlogsjaren onderging Olof zware perioden. Daar de loyaliteitsverklaring niet getekend werd, werd de sociëteit gesloten en de vereniging  opgeheven. Het verenigingsleven ging in beperkte mate verder. Na de razzia onder studenten in enkele steden, verhuisden veel studenten naar onderduikadressen. Vanuit daar mengden veel leden zich in het studentenverzet. De oorlog heeft aan veel leden het leven gekost. Voor hen is er een speciaal een monument op de Universiteit van Tilburg gemaakt, dat tot op de dag van vandaag in de Aula hangt. De eerste gevallene was H. Koehorst.  
Op 27 oktober 1944 werd Tilburg door de geallieerden bevrijd en na drie jaar gedwongen zwijgen, kon vanaf 1944 Tilburgsch Studenten Weekblad 'Viking', het verenigingsblad van St. Olof, weer verschijnen. Het bevrijdingsnummer in 1945 heet 'In Memoriam Fratrum'. Pas toen heel Nederland bevrijd was, werden de colleges hervat.
Na de oorlog ging het verenigingsleven in sneltreinvaart verder. St. Olof mocht 300 nieuwe leden verwelkomen in 1945, wat een enorme impact heeft gehad. Veel disputen zijn in deze tijd opgericht en hebben de vereniging verder vormgegeven. Sinds 1952 is het predicaat Katholiek weggehaald. Hoewel het overgrote merendeel van de leden katholiek was, gaf het de openheid van de vereniging aan. Enigszins opmerkelijk, aangezien de toetreding tot de corpora, verenigd in de 'Algemene Senaten Vergadering' net na de oorlog door Olof op confessionele gronden is afgeketst.

### Na de oorlog
Vanaf de jaren 50 kwam er een tendens dat niet iedere student automatisch lid werd van St. Olof. Waar eind jaren 30 al enkele disputen waren opgericht voor spoorstudenten, kwamen er steeds meer 'nihilisten' bij: studenten die nergens lid werden.
Olof was vooralsnog de enige studentenvereniging van Tilburg en daarmee de enige entiteit die kleur gaf aan het studentenleven. Verschillende sport- en culturele verenigingen zijn onder de noemer van Olof opgericht. Deze onder-verenigingen gaven de leden van Olof de verbreding die zij nodig hadden. Voorbeelden zijn sportvereniging Pendragon en roeivereniging Vidar. Door de groei van de Katholieke Hogeschool Tilburg (KHT) in de jaren 70 en toename van lidmaatschappen bij de onafhankelijke sportverenigingen, zijn nagenoeg alle onder-verenigingen ook onafhankelijk geworden.
Eind jaren 60 werd de ontgroening voor novieten afgeschaft en veranderd in een strenger gereguleerde KennisMakingsTijd (KMT). Reden hiervoor was de Roetkap-affaire bij het Utrechtsch Studenten Corps en de daaruit voortkomende nationale commotie. Er was behoefte aan verandering, de nationale tijdsgeest veranderde (Vietnam etc.). Er zijn in deze tijd veel verenigingen opgericht als reactie op het conservatisme van Olof. Ook de bezetting van de KHT, die omgedoopt werd tot Karl Marx Universiteit, was een reactie op een lustrumactiviteit van Olof in '67. De lustrumactiviteit was een symposium over snelheid. De achtste lustrumcommissie had hiervoor een aantal NAVO-raketten geregeld die op het terrein van de universiteit tentoongesteld stonden. Dit was de druppel die de emmer deed overlopen voor het progressieve denken indertijd.
De ontevredenheid over de politiek en de ontzuiling hadden ook een impact op Olof in de jaren 70. Olof werd minder conservatief. Dit resulteerde in een toename van leden en disputen. Vanaf deze jaren 70 werd het gebruikelijk voor disputen, die door hun levensduur de nodige achterban hadden gecreëerd, om huizen in het centrum van Tilburg op te kopen voor de continuïteit van het dispuut. Op dit moment zijn er meer dan 20 grote panden in het centrum van Tilburg die in het bezit van disputen zijn.

## Sociëteit

### Huisvesting
Na oprichting in Café Marinus vestigde het Corps zich begin 1928 in de Sociëteit Koninklijke Liederentafel 'Souvenirs des Monteignards'. De bovenste verdieping werd 's avonds gepacht en als de Tilburgsche Studenten Sociëteit gebruikt. Mores en andere gebruiken werden geïmplementeerd, wat al snel in een conflict met de pachter resulteerde. Er moest alweer snel op zoek worden gegaan naar een nieuw onderkomen.
De zoektocht werd beëindigd door de beschikbaarheid van Heuvel 62. Hoewel de ruimte en de faciliteiten niet het gewenste niveau hadden, werden hier toch nog enkele jaren doorgebracht. Er is later in de jaren 30 nog even teruggaan naar de Liederentafel, maar daar stuitten ze op dezelfde problemen. De zoektocht naar een ordentelijke sociëteit werd voortgezet in de vorm van oprichting van Stichting Eigen Huis. Deze stichting was belast met het aantrekken van de financiële middelen om en het huidige pand te onderhouden en te zoeken naar een nieuwe locatie. Het zou nog tot 1964 duren alvorens het Corps weer zou verhuizen.
In oktober 1961 werd de bouwvergunning ontvangen voor een nieuw pand. In oktober 1964 werd het nieuwe pand aan de Academielaan officieel geopend, de kroon op het werk van Stichting Eigen Huis. Het Corps kon weer verder groeien door de ruimte die de nieuwe sociëteit gaf. Maar toch bleek alweer snel dat de sociëteit niet aan de behoefte van het Corps kon voldoen.
In de zomer 1969 verhuisde Olof naar de Tongerlose Hoeve, maar enkele jaren later ging Olof, vanwege de geluidsproblematiek, op zoek naar een nieuw pand. Pas in 1988 verhuisde St. Olof van de Tongerlose Hoeve naar de Spoorlaan, waar zij tot op heden huist.

### Bestuur
Het besturen van de Tilburgsche Studenten Sociëteit en het Corps viel altijd onder de verantwoordelijkheden van de Senaat. Daar de eerste jaren Sint Olof rond de 200 leden had en de sociëteit een kleine omvang had, was het overzicht en controle nog toereikend. Maar met name na de Tweede Wereldoorlog nam de groei en de daaruit voortkomende problematiek van sociëteitscontrole van St. Olof toe.
In 1953 werd het bestuur van Corps en Sociëteit gescheiden. De Senaat werd verantwoordelijk voor de vereniging en Het Sociëteitsbestuur voor de Tilburgsche Studenten Sociëteit, die tevens werd omgedoopt tot Sociëteit Asgard op 13 maart 1953. De naam Asgard stamt uit de Noorse Mythologie en heeft betrekking op een van de negen werelden waarin de goden leefden.
Halverwege jaren 60 werd het sociëteitsbestuur opgeheven en veranderd in het Collegium Censorum Tavernae. Nestoren, met hun functie en penningen als onderscheiding, werden voortgezet als censoren. 
Het Collegium Censorum Tavernae (CCT) bestaat nog steeds en is na de Senaat het actiefste orgaan van de vereniging. Naast de bardienst hebben ze ook de taak om de mores en de orde te handhaven. Het CCT bestaat voornamelijk uit tweedejaars en bestaat gemiddeld uit 30 censoren per jaar. Zij dragen, in tegenstelling tot de Senaat, ieder jaar hetzelfde vest. De kleuren van hun vest: Geel en kobaltblauw, de kleuren van Tilburg, symboliseren de betrokkenheid met de stad.

## Interne structuur
De dagelijkse leiding van Sint Olof ligt bij de Senaat. Dit zeskoppige orgaan is verantwoordelijk voor de algemene leiding van de studentenvereniging. Naast de Senaat kent Sint Olof meer dan twintig commissies die verantwoordelijk zijn voor verscheidene activiteiten binnen de vereniging. Tevens kent Sint Olof genootschappen en gildes.
Olof heeft een disputenstructuur. Dit betekent dat vrijwel iedereen lid wordt van een dispuut of vriendenclub. Een grote meerderheid van deze disputen en vriendenclubs zijn in het bezit van een eigen dispuutshuis. Naast de zeventien herendisputen en negen damesdisputen kent Sint Olof ook vele jaarclubs. Toch overheerst de disputenstructuur.

## Externe structuur
Sint Olof is aangesloten bij het AHC, het Aller Heiligen Convent. Hoewel St. Olof zich het Tilburgsch Studenten Corps noemt is St. Olof niet erkend door - en heeft geen zitting in de Algemene Senaten Vergadering (ASV). Tijdens de Tweede Wereldoorlog hebben leden van St. Olof zich fanatiek bemoeid met het studentenverzet, in nauwe samenwerking met leden van de andere grote verenigingen van Nederland (voornamelijk  de corpora). De ASV heeft tijdens en vlak na de oorlog met St.Olof gesproken over erkenning. Voor de erkenning moest het Katholieke karakter opgegeven worden voor het niet-confessionele karakter van de Algemene Senaten Vergadering. Het verlaten van de Katholieke grondslag zou de relatie met Alma Mater, de Katholieke Handels Hoogeschool, verloochenen. Door een dergelijke toetreding in deze verzuilde tijd, zou de morele en financiële steun van de Hoogeschool verdwijnen. Dit was voor St. Olof een brug te ver en heeft ertoe geleid dat St. Olof uiteindelijk nooit erkend is als echt corps door de Algemene Senaten Vergadering. Alhoewel St. Olof dus geen corps is, heeft het deze uitdrukking nooit uit de naam verwijderd.
Het predicaat Katholiek is ondertussen zowel uit de grondvesten van St. Olof als het AHC gehaald.

## Bekende oud-leden
- Eric Albada Jelgersma - ondernemer
- Hans van den Berg - Oud-voorzitter FC Twente & TV Oost/Oud-eigenaar Hellendoorn
- Jean Frijns - Topfunctionaris
- Dzsingisz Gabor - oud-politicus
- Wim van den Goorbergh - Raad van Bestuur, Rabobank
- Jan Hommen - CEO ING
- Frank Kerckhaert - burgemeester van Hengelo
- Guus Meeuwis - zanger
- Joep van den Nieuwenhuyzen - Zakenman
- Norbert Schmelzer - oud-politicus
- Jeu Sprengers - oud-voorzitter KNVB
- Piet Steenkamp - 'Geestelijk vader' van het CDA
- Peter Tak - Internationaal expert strafrechtsvergelijking
- Herman Wijffels - econoom, hoogleraar, oud-voorzitter SER, Rabobank, bewindvoerder Wereldbank
- Jan de Wit - lid Tweede Kamer